# Octavio López
Octavio López (Buenos Aires, 1962) es un músico y compositor argentino de música clásica. 

## Biografía
Recibe una formación musical en Collegium Musicum de Buenos Aires. Residiendo en Francia desde el 1987, sigue estudios de composición bajo la dirección de José Luis Campana.
En 1992, recibe un primer premio de composición (por unanimidad) y de análisis en la Escuela Nacional de Música de Aulna-sous-Bois así como Kranichsteiner Stipendienpreis del Internationale Ferienkurse für Neue Musik, en Darmstadt.
Del 1993 al 1994, sigue estudios de psycho-acústica y de informática musical en la Universidad Científica de Orsay. En 1994 y 1995 es compositor invitado a los estudios universitarios anuales de informática y de composición asistida por ordenador del Ircam.
Sus preocupaciones estéticas lo llevan a participar en el seminario del musicólogo Simha Arom en Lacito (CNRS), en 1996, y paralelamente en sus últimas obras, explorar la congruencia entre los lenguajes pictóricos y musicales. Las obras de Octavio López han sido creadas en diferentes país: Francia, Alemania, España, Italia, Noruega, Albania, Grecia, Argentina, Bresil y México, por conjuntos o solistas tales como 2e2m, Musicatreize, Cortocircuito, Cikada, Encuentros, Francisco Pierre, Pierre Dutrieu, Peter Bruns, Maurizio Barbetti, Thierry Miroglio...